# Montagskreis Suhl
Der Montagskreis Suhl stellt ein wichtiges Beispiel für die oppositionelle Jugendkultur in der DDR in Südthüringen in der Spätphase der DDR dar. Er entstand 1977 als selbständig agierender und sich selbst verwaltender Gesprächs- und Aktionskreis unter dem Dach der Kirche (Hauptkirche St. Marien (Suhl)). Seit Ende 1982 wurde der Montagskreis als Junge Gemeinde fortgeführt, die bis 1990 der „Offenen Arbeit“ (0A) nahestand und mit dem Ökumenischen Umweltkreis und dem Friedenskreis Suhl zusammenarbeitete.
Mitglieder des Montagskreises beteiligten sich im Herbst 1989 aktiv an Demonstrationen und an der Besetzung der Bezirksverwaltung der Staatssicherheit. Überregional bedeutsam wurde der Kreis durch sein Engagement für den Sozialen Friedensdienst (SoFD) 1981–1982 im Südthüringer Raum, für seine Umweltaktivitäten, als Sammelbecken kritischer Jugendlicher und junger Erwachsener, durch seine vielfältige auch künstlerische Programmarbeit und durch seine Ausrichtung an der Gemeinschaft von Taizé in den ersten Jahren seines Bestehens.
Das Selbstverwaltungsmodell wurde auch von anderen Kreisen übernommen, unter anderem gingen vom Montagskreis Suhl Impulse für die Gründung des Montagskreises Weimar Anfang der achtziger Jahre aus. Gäste und Referenten waren unter anderem Heino Falcke, Paul Oestreicher, Egbert Herfurth, Michael von Hintzenstern, Wolfgang Hilbig, Edelbert Richter, Bernd Winkelmann (Einkehrhaus Bischofrod), Walter Schilling, Curt Stauss, aber auch Vertreter des Ökumenischen Weltkirchenrats und der Gemeinschaft von Taizé.
Von Polizei und Staatssicherheit wurden die Gründer und aktiven Vertreter des Kreises bis 1989 in zahlreichen Operativ-Vorgängen observiert und bearbeitet. Von Haftstrafen wegen Wehrdienstverweigerung waren u. a. Stefan Dumke, Maik Mantau oder der Sozialdiakon Gerhard Schulz betroffen, darüber hinaus gab es Verhaftungen wegen des Engagements für die polnische Gewerkschaftsbewegung Solidarność und wegen des Antrags auf Ausreise (Ausreiseantrag). Für die Betroffenen setzten sich Heinz Jacob und Jürgen Wollmann als Diakone für Jugendarbeit und mit Heino Falcke, Werner Krusche oder Harald Schultze auch die Leitung der Evangelischen Kirche der Kirchenprovinz Sachsen  wiederholt vor Ort ein. Unterstützung erhielt das Engagement für neue Formen selbst bestimmten Lebens aber auch von Vertretern der Katholischen Kirche wie durch Hugo Aufderbeck bis 1981 und durch Peter Mattheiß und Martin Montag in den 1980er Jahren.
1983 gründete sich im Umfeld des Montagskreises die Punk-Band Andreas Auslauf, nachdem vorhergehende NDW- oder Punk-Band-Gründungen wie Fünfahrplan, Roter Stern oder Infragrün (Wolf Scheidt und Tommi Topp, späterer Gründer von Messer Banzani) keinen Bestand hatten oder sich auflösen mussten. Aus dem Umfeld des Montagskreises gingen Künstler wie Clemens Wallrodt (1960–1995, geboren als Clemens Seiffert), 1990 Mitbegründer des Ostberliner Kunsthauses Tacheles, Fotografen wie Carola Löffler (1963–1995) und Joachim Dette, bildende Künstler wie Christiane Krömer und Ulrike Markert; die Theater- und Literaturwissenschaftler Carmen Wolfram und Klaus Michael (Hg. von Zeitschriften „Liane“, „Moosbrand“, Gründung des Druckhaus Galrev), die Dramatiker und Musiker Werner Brunngräber und Hartmut Sauer, die Theologen Christiane Markert-Wizisla (1961–2007, 2001–07 Frauenbeauftragte der Evangelischen Kirche Berlin-Brandenburg), Peter Eichfeld (bis 2002 Landespolizeipfarrer von Sachsen-Anhalt), Politiker wie Christoph Matschie (1999 bis 2014 Landesvorsitzender der SPD im Freistaat Thüringen, 2009 bis 2014 Thüringer Kultusminister) oder Peter Wurschi (seit 2018 Landesbeauftragter des Freistaats Thüringen zur Aufarbeitung der SED-Diktatur, ThLA) hervor.
Nach 1990 erfolgte die Aufarbeitung der jugendkulturellen Oppositionsgeschichte durch die Suhler Außenstelle der Gauck-Behörde (Ausstellung), die Stiftung zur Aufarbeitung der SED-Diktatur und durch die Universität Leipzig.